# Khachariawas
Kachariawas fou un estat tributari protegit de l'Índia, a Rajputana, thikana feudatària de Jaipur, governada per una dinastia Shekawati del sub clan Ladkhani.

## Llista de rages
- Thakur Lad Singh (conegut com a lad khan) 1618-1621
- thakur Madho Singh 1621-1641
- thakur Sur Singh 1641-1670
- thakur Ajab Singh 1670-1671
- thakur Fateh Singh 1671-1705
- thakur Guman Singh 1705-1755
- thakur Duleha Singh 1755-1801
- thakur Shivdan Singh 1801-1816
- thakur Ram Singh 1816-1827
- thakur Chattar sal 1827-1874
- thakur Bijay Singh 1874-1886
- thakur Gobind Singh 1886-1900
- thakur Kalyan Singh 1900-1937
- thakur Surendra Singh 1937-1953